# Gare de Saulxures
Gare de Saulxures – przystanek kolejowy w miejscowości Colroy-la-Roche, w departamencie Dolny Ren, w regionie Grand Est, we Francji. Jest zarządzana przez SNCF i obsługiwana przez pociągi TER Alsace.

## Położenie
Znajduje się na linii Strasburg – Saint-Dié, na km 54,878, między stacjami Saint-Blaise-la-Roche –  Poutay i Bourg-Bruche, na wysokości 462 m n.p.m.

## Historia
Stację otwarto w 1889 przez Direction générale impériale des chemins de fer d’Alsace-Lorraine, kiedy otwarto odcinek linii Rothau do Saales.

## Linie kolejowe
- Strasburg – Saint-Dié